# Zeno Cosini

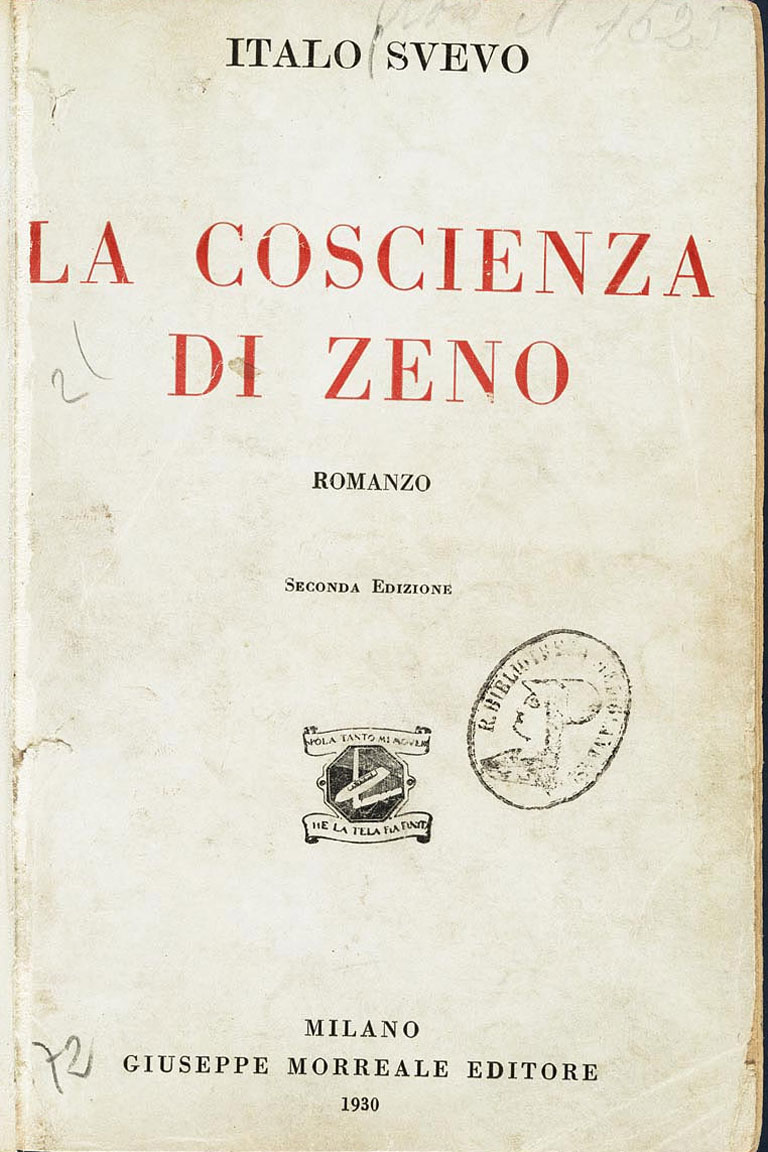
Titel der zweiten Auflage von 1930

Zeno Cosini ist der tragikomische Antiheld und einer der deutschen Titel des 1923 von Italo Svevo geschriebenen Romans La coscienza di Zeno [la koˈʃɛntsa di ˈdzɛːno] (doppeldeutig in der Übersetzung „Zenos Bewusstsein“ oder „Zenos Gewissen“); Schauplatz ist Svevos Heimatstadt Triest, welche damals zu Österreich-Ungarn gehörte, in den Jahren vor dem Ersten Weltkrieg und, im letzten Teil, 1915/16.

## Rahmenhandlung
Auf Anraten seines Psychoanalytikers, „Doktor S.“ genannt, hat der 57-jährige Ich-Erzähler, der sich an seiner Umwelt krank fühlt, seine Lebensgeschichte aufgeschrieben. Das Ergebnis ist eine selbstironisierende Erzählung, in der der Protagonist den glücklosen Ereignissen stets eine komische Seite abgewinnt. „Der müßiggängerische Hypochonder Zeno [ist das] Musterbild des Anti-Helden, Brennspiegel banalster Erlebnisse und Gefühle, Ausbund geschwätziger Resignation […]“. Doktor S. hat diese Geschichte aus Rache publiziert, da der Patient am Ende die Therapie abgebrochen hat. Das letzte Kapitel besteht aus Tagebucheinträgen vom Mai 1915 und einem letzten vom 24. März 1916.

## Die Geschichte
Zeno ist ein ewiger Student, der verschiedene Fächer und Tätigkeiten ausprobiert, nichts fertigbringt und vom Geld seines Vaters, eines erfolgreichen Unternehmers, lebt. Ständig nur mit sich selbst beschäftigt, ist er lebensuntüchtig geworden. Er glaubt nicht daran, sein Leben aktiv beeinflussen zu können, sondern ist überzeugt davon, das Leben gestalte ihn. Dieses Grundgefühl illustriert er an sechs Episoden seines Lebens. Grundsätzlich ist die chronologische autobiographische Reihenfolge eingehalten; da die Episoden jedoch thematisch geordnet sind, überlappen sich zeitliche Abfolgen.
Die erste Episode erzählt von den vergeblichen Versuchen, sich das Rauchen abzugewöhnen. Immer wieder ist Zeno davon überzeugt, seine «ultima sigaretta» zu rauchen, doch jedes Mal hat er eine Entschuldigung dafür, wieder rückfällig geworden zu sein.
Das zweite Kapitel ist der Beziehung zu seinem Vater gewidmet. Eine groteske Episode rankt sich um den Tod des Vaters; die Ohrfeige, die er dem Sohn im Streit verpasst, beruht auf einem Missverständnis.
Als Spielball der Umstände beschreibt Zeno seine Rolle bei der Partnerwahl (Episode 3). Von den drei heiratsfähigen Töchtern, die er im Haus des mit der Familie befreundeten Unternehmers Malfenti kennenlernt, bekommt er die unattraktivste, die er nicht wollte. Die selbstbewusste praktische Augusta ist jedoch genau die Frau, die zu dem wankelmütigen Zeno passt, und so entwickelt sich die Ehe ohne sein aktives Zutun dennoch glücklich.
Das hindert Zeno nicht daran, sich eine Geliebte zuzulegen (Episode 4). Die äußerlich anziehende Clara, ein Mädchen aus ärmlichen Verhältnissen, verkörpert eine Abwechslung zur gleichförmigen großbürgerlichen Langeweile. Zugleich bietet das Verhältnis Zeno Gelegenheit, über sein schlechtes Gewissen zu reflektieren. Am Ende verlässt Clara Zeno zu Gunsten eines Musiklehrers, den er ihr selbst vorgestellt hat.
Episode 5 erzählt die Geschichte des Unternehmens, das Zeno mit seinem Schwager Guido (dem Ehemann derjenigen Malfenti-Tochter Ada, die ihn ursprünglich interessierte) gegründet hatte; Guido ist bei dem Versuch, nach einer fehlgeschlagenen Börsenspekulation einen Selbstmord vorzutäuschen, aus Versehen durch Einnahme einer zu hohen Dosis Beruhigungsmittel tatsächlich umgekommen. Zeno übernimmt daraufhin die Leitung des väterlichen Unternehmens, die bisher von einem Verwalter wahrgenommen worden war. Die nunmehr notwendige Beschäftigung mit Unternehmensstrategien und Finanzplanung lenkt Zeno von der bisher gepflegten Selbstreflexion ab.
Auch wenn Zeno sich als unfähig beschreibt, hat er an diesem Punkt seinen Nebenbuhler Guido ausgeschaltet, das Geschäft übernommen und das Glück in der Ehe gefunden.
Das letzte Kapitel bricht formal und inhaltlich mit dem Bisherigen. Die hier gewählte Tagebuch-Struktur kann keine zusammenfassende, sinnstiftende Rückschau bieten, sondern nur jeweils wiedergeben, was bis zum Zeitpunkt eines Eintrags geschehen ist. Zeno hat die Psychotherapie abgebrochen und möchte nach einem Jahr Pause wieder schreiben, allerdings nicht mehr für den Doktor S. (auch wenn er diesem zuletzt auch sein Tagebuch überlässt.) Nach einigen Einträgen vom Mai 1915 gibt es wieder eine Schreibpause bis zum März 1916. Er macht sich darüber lustig, wider Willen „als geheilt entlassen“ zu sein, das von Doktor S. produzierte Ergebnis überzeugt ihn nicht. Seine eigene Erklärung besteht darin, dass die ganze Gesellschaft krank sei. Der letzte Eintrag gipfelt in der apokalyptischen Vision einer finalen Katastrophe, die die Erde frei von Menschen und Krankheiten macht.

## Interpretation
Zunächst sind autobiographische Merkmale zu erkennen: Svevo stammte aus einer Kaufmannsfamilie und hatte in eine Unternehmerfamilie eingeheiratet. So kannte er die Verhältnisse, die er thematisiert.
Der autobiographische Bericht, der keiner strengen Chronologie, sondern ganz der inneren Ordnung des Ich-Erzählers folgt, konstituiert eine neue Erzählform für die italienische Literatur, die sich von der auktorialen oder personalen Erzählhaltung des Verismus im 19. Jahrhundert deutlich abgrenzt. Beim Thema der „Krankheit an der Gesellschaft“ klingt zwar diese Strömung noch nach, jedoch ist der Protagonist nicht krank an den historischen sozialen Bedingungen, sondern an seiner eigenen Einstellung zu ihr, die deterministisch geprägt und passiv ist. Insoweit schwingt auch die Egozentriertheit, den die Charaktere der Fin de siècle- und der Dekadenz-Literatur an den Tag legen, mit, allerdings in einer neuen – sich selbst ironisierenden und damit abständlichen – Perspektive.
Der Ich-Erzähler ist kein um Objektivität bemühter Chronist. Bei dem, was wir erfahren, sind wir ganz auf die Innenschau angewiesen. Einflüsse von James Joyce, der Svevo nach zwei erfolglosen Romanen zu diesem dritten Versuch ermutigt hatte, sind in der Literatur herausgearbeitet worden. In manchen Passagen nähert sich die Erzählweise dem inneren Monolog an. Eine stream-of-consciousness-Technik im engeren Sinne liegt jedoch nicht vor.
Die selbstironische Erzählhaltung – und durchgängige Betonung, dass Zeno der „malato“ und die anderen die „sani“ sind – ist implizit und im letzten Kapitel auch explizit mit einer Verulkung des Ödipus-Komplexes ein Seitenhieb auf den Totalitätsanspruch der Psychoanalyse. Svevo, der im k.u.k.-Triest der Vorkriegszeit deutscher Muttersprache war, hatte die Werke von Sigmund Freud gelesen. Die Figur des Doktor S. ist eine Persiflage des Psychoanalytikers.
Der Bericht, der von Doktor S. als therapeutisches Schreiben intendiert war, ist in Wirklichkeit eine eigene Geschichte geworden. Es ist aus dieser Perspektive in Frage gestellt, wer hier der Kranke und wer der Gesunde ist. Der Leser weiß nicht, inwieweit er der inneren Haltung des Ich-Erzählers trauen kann, ob er lügt oder sich selbst täuscht, denn er ist ein unzuverlässiger Erzähler. Diese Spannung macht für viele Leser den Reiz des Romans aus, mit dem Svevo im Alter von 62 Jahren seinen literarischen Durchbruch erzielte.
Svevo hatte seit 1907 mit den ersten Skizzen zu diesem Roman begonnen; publiziert wurde er 1923.

## Ausgaben
Eine erste deutsche Auflage erschien 1928:
- Zeno Cosini. Rowohlt, Hamburg 1959, aus dem Italienischen von Piero Rismondo.

Es gibt ein- und zweisprachige Ausgaben; Übersetzerin Barbara Kleiner
- Mit Nachwort von Wilhelm Genazino als Zenos Gewissen. Zweitausendeins, Frankfurt 2000 und öfter, ISBN 3-86150-345-X und ISBN 3-86150-605-X (TB); Diogenes Verlag, Zürich 2010, ISBN 978-3-257-24043-6 (auch als Kassette zus. mit Ein Leben und Senilitá ISBN 3-257-23483-X).
- Mit Nachwort von Maike Albath: Reihe Bibliothek der Weltliteratur, Manesse Verlag, Zug 2011, ISBN 3-7175-2226-4.